# Bahnhof Lissabon Cais do Sodré

Der Bahnhof Lissabon Cais do Sodré (portugiesisch Estação de caminhos-de-ferro de Cais do Sodré, meist nur kurz Cais do Sodré oder Cais Sodré) ist ein Verkehrsknotenpunkt in der portugiesischen Hauptstadt Lissabon.
Den am Tejoufer in der Freguesia Misericórdia gelegenen Bahnhof fahren sowohl die Züge der Comboios de Portugal auf der Linha de Cascais an, die Linha Verde der Metro Lissabon, zahlreiche Fähren am benachbarten Fährterminal der Transtejo als auch Straßenbahnen und Busse der städtischen Carris.

## Namensursprung

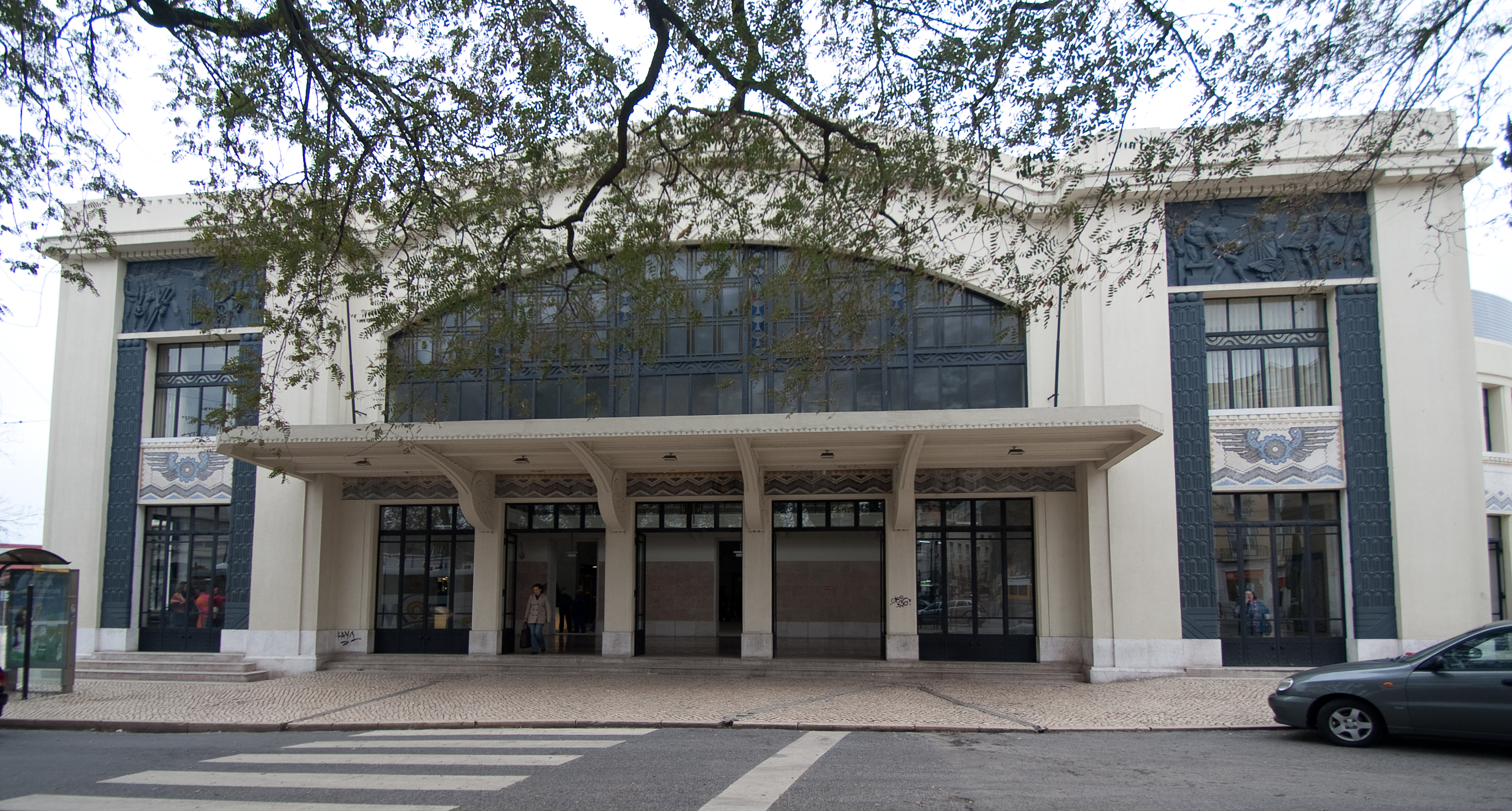
Bahnhofsgebäude Haupteingang

Die Namensherkunft des Knotenpunktes Cais do Sodré ist umstritten. Während sich cais zweifellos mit „Kai(-mauer)“, „Pier“ oder auch „Bahnsteig“ übersetzen lässt, ist die Bedeutung von Sodré unbekannt. Nach einer These der Wirtschaftshistorikerin Maria Júlia de Oliveira e Silva bezieht Sodré sich auf den Kaufmann Vicente Sodré, Sohn von Fradique Sodré. Vicente Sodré soll in der Umgebung nach dem Erdbeben von 1755 mehrere Bauwerke errichtet haben. 1779 trug erstmals eine Platzanlage am Ufer den Namen „Sodré“. Der Journalist Júlio de Castilho wiederum vertritt die These, dass der Name von einer Familie Sodré Pereira Tibau stammt, deren zwei Mitglieder, António und Duarte, Besitzer einiger Gebäude waren.
Im alltäglichen Sprachgebrauch umfasst die Bezeichnung „o Cais do Sodré“ die gesamte weite Fläche zwischen dem Largo do Corpo Santo und dem Fährterminal auf der östlichen Seite, auf der westlichen Seite zwischen der Praça de São Paulo und dem Bahnhofsgebäude der Linha de Cascais. Im Norden ist die Fläche wiederum durch die Straßen Rua do Corpo Santo und Rua de São Paulo begrenzt, im Süden durch den Hauptstadtfluss Tejo. Diese umgangssprachliche Erweiterung eines geographischen Begriffs wird auch „vox populi“ genannt.

## Verkehrsmittel

### Eisenbahn

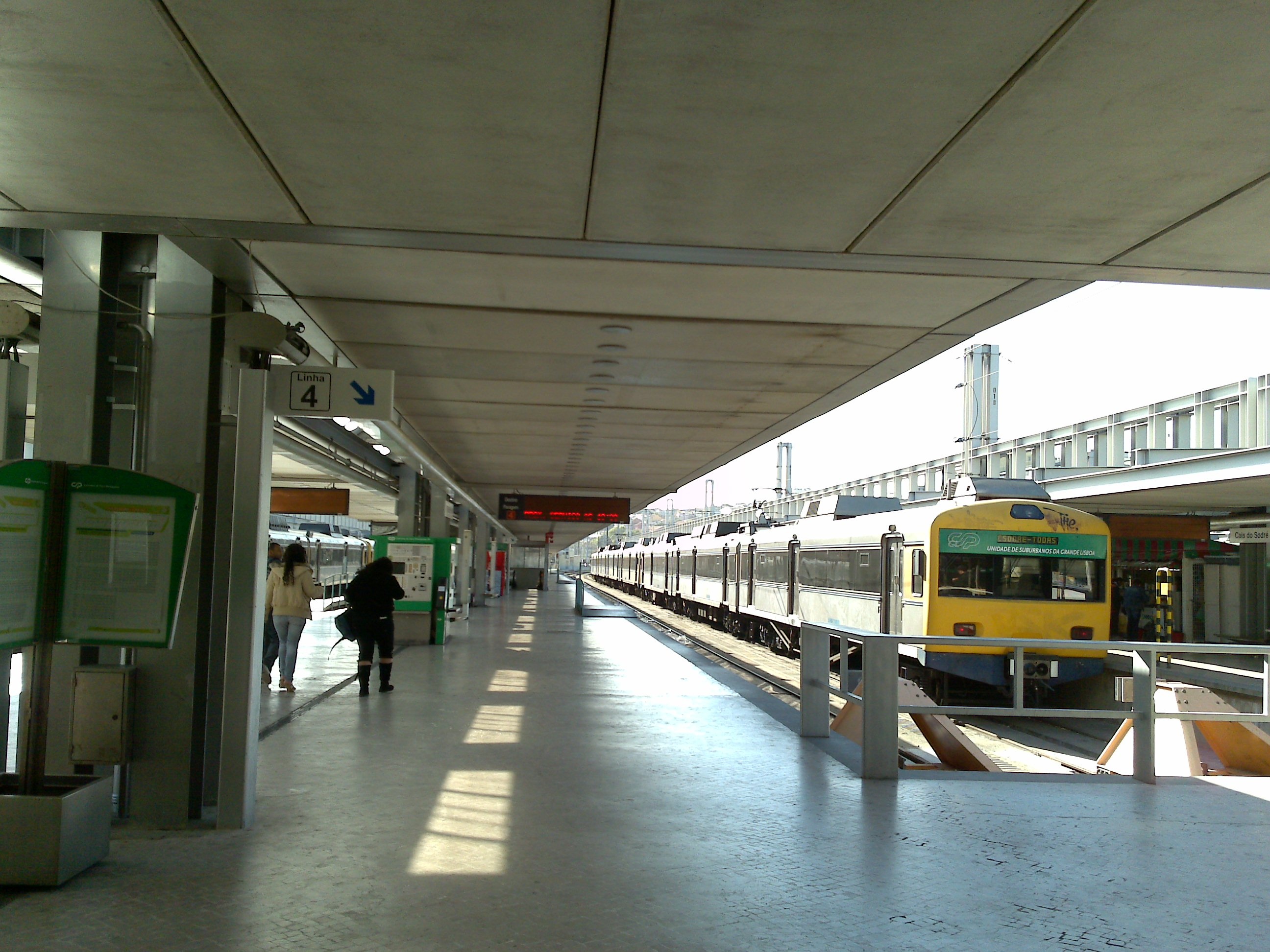
Cais do Sodré, Gleis 4

1889 eröffnete die Königlich Portugiesische Eisenbahngesellschaft (Companhia Real dos Caminhos de Ferro Portugueses) die Linha de Cascais zwischen den noblen Badeorten Cascais und Estoril bis zum heute nicht mehr vorhandenen Bahnhof Pedrouços, kurz vor Belém. Von Beginn an war geplant die Linha de Cascais und die Linha do Norte am Bahnhof Santa Apolónia miteinander zu verbinden, sodass prinzipiell Direktzüge zwischen Cascais und Porto möglich gewesen wären. Zum 1. September 1895 verlängerte die Eisenbahngesellschaft die Eisenbahnlinie bis ins Herz der Stadt am Cais do Sodré. Aufgrund des Zeitdrucks und der nicht vorhandenen Finanzierungsgrundlage, wurden zunächst nur mehrere Holzbaracken am Tejoufer errichtet. Zunächst reichte dies aus, um den Fahrgastansprüchen zu genügen, da allein der Reisekomfort in den Zügen und der Reisezeitvorteil enorm war. Berichtet doch die „Gazeta dos Caminhos de Ferro“ vom 1. September 1895, dass die Reisezeit mit der Straßenbahn nach Belém über 40 Minuten betrage, nach Algés gar über eine Stunde.
Mit der fortschreitenden Entwicklung der Straßenbahn und den geringen Haltepunktabständen auf der Linha de Caiscais verlor diese besonders ab 1905 mehr und mehr Fahrgäste. Durch die erheblich preiswerteren Fahrscheine der städtischen Straßenbahn entwickelte sich diese wiederum zu einer starken Konkurrenz zur Eisenbahn. Daher übernahm 1924 die private Sociedade de Estoril die bisher staatliche Eisenbahnstrecke mit dem Ziel die Strecke zu modernisieren.
Um dem Repräsentationsbedürfnis zu entsprechen, beauftragte die Sociedade de Estoril 1925 den Architekten Pardal Monteiro mit dem Bau eines ansprechenden Bahnhofsgebäudes am Cais do Sodré als Startpunkt für die Linha de Cascais. Monteiro entwarf das zwischen 1925 und 1929 gebaute Zugangsgebäude im Stile der Art déco. Bemerkenswert sind unter anderem die verwandten Mosaike und Stuckelemente. Die Eingangshalle dominieren Glas und Stahl, sodass, je nach Tageszeit, durch das Sonnenlicht verschiedenen Farben die Halle erhellen. Gleichzeitig mit dem Bau fand auch die Elektrifizierung der Linha de Cascais statt, der ersten elektrifizierten Eisenbahnstrecke in ganz Portugal.
Am 28. Mai 1963 löste sich die 70 Meter lange Betondecke über einem der Bahnsteige, als gerade ein Zug einfuhr und begrub zahlreiche Fahrgäste unter sich. Trotz sofortiger Bergungsmaßnahmen starben über 40 Personen, mehr als 60 Personen wurden verletzt. Die Ursache war vermutlich der vom starken Regen ausgewaschene Beton. Dies führte zum Bruch einer tragenden Säule.
Dennoch hat sich, obwohl seit 1976 die Linha de Cascais wieder durch staatliche Hand betrieben wird, das Erscheinungsbild des Zugangsgebäudes nicht wesentlich verändert. Zwischen 2006 und 2008 sanierte die Eisenbahninfrastrukturgesellschaft Rede Ferroviária Nacional den Bahnhof grundlegend, um den Übergang zwischen Eisenbahn und dem 2002 eröffneten U-Bahnhof zu verbessern.

### Fähren

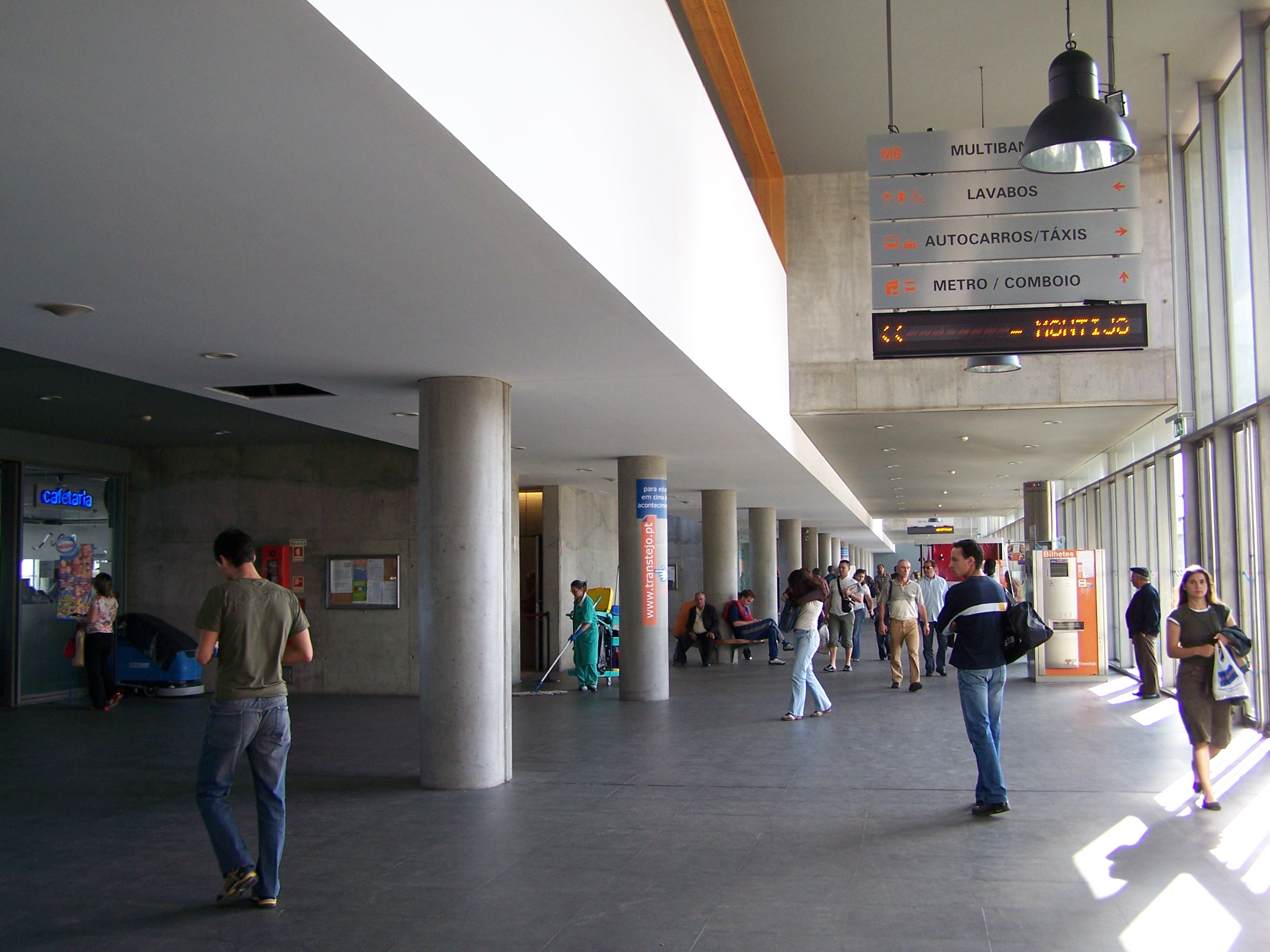
Der 2004 eröffnete Fährterminal Cais do Sodré ist Start- und Endpunkt für die Fährlinien nach Montijo, Cacilhas und Seixal

Seit 1838 fuhren die ersten britischen Fähren von Lissabon über den Tejo auf die andere Uferseite. Die Gesellschaft Companhia do Tejo e Sado (bzw. später Companhia de Navegação do Tejo por Barcos Movidos por Vapor) betrieb die Dampfschiffe, später auch andere Gesellschaften wie die Vapores Lisbonenses des Unternehmers Frederico Burnay. Es bestanden damit erstmals Verbindungen nach Cacilhas, Seixal, Aldeia Galega (heute Montijo), Trafaria und Cascais. Ein erster Autofährendienst nahm 1903 zunächst seinen Dienst in der Nähe des heutigen Bahnhofes Santa Apolónia auf, erst später zog dieser auch nach Cais do Sodré um.
Durch die Eröffnung der Ponte Salazar – heute Ponte 25 de Abril – im Jahr 1966 sanken die Fahrgastzahlen der Fähren erheblich, bot sich doch nun eine wesentlich schnellere Verbindung mit dem Auto auf die andere Uferseite. Dennoch blieben die Verbindungen weiterhin bestehen, da die Autobahn einen größeren Bogen um die direkt am Ufer gelegenen Städte wie Cacilhas nimmt. Seit 1975 wurden alle Fährdienste verstaatlicht und unter dem Namen Transtejo zusammengeführt.
1992 beschloss die portugiesische Regierung unter Cavaco Silva zunächst Planungen für die Verlängerung der Metro nach Cais do Sodré zu erarbeiten. In diesem Zusammenhang sollte der Knotenpunkt mit seinen verschiedenen Verkehrsmitteln komplett umgebaut werden. Die Bauarbeiten für einen komplett neuen Fährterminal für die Verbindungen nach Seixal, Montijo und Cacilhas begannen 2002. Das zweistöckige Gebäude besitzt eine Nutzfläche von insgesamt 5000 Quadratmeter, davon werden 3300 für die Abfertigung der Schiffe, die über drei Landebrücke erreicht werden können, drei Wartesäle sowie Vor- und Verkaufsräume genutzt. Die restlichen 1700 Quadratmeter im ersten Stock stehen den Schifffahrtsgesellschaften Transtejo und Soflusa zur Verfügung. Die Investitionskosten beliefen sich auf zwölf Millionen Euro, José Manuel Barroso eröffnete den neuen Terminal am 11. Mai 2004. Seitdem wird der Fährterminal Cais do Sodré oft auch als Ausweichmöglichkeit für die anderen beiden Lissabonner Fährterminals Belém und Terreiro do Paço genutzt, besonders da letzterer zwischen 2006 und 2008 umgebaut wurde.

### Metro

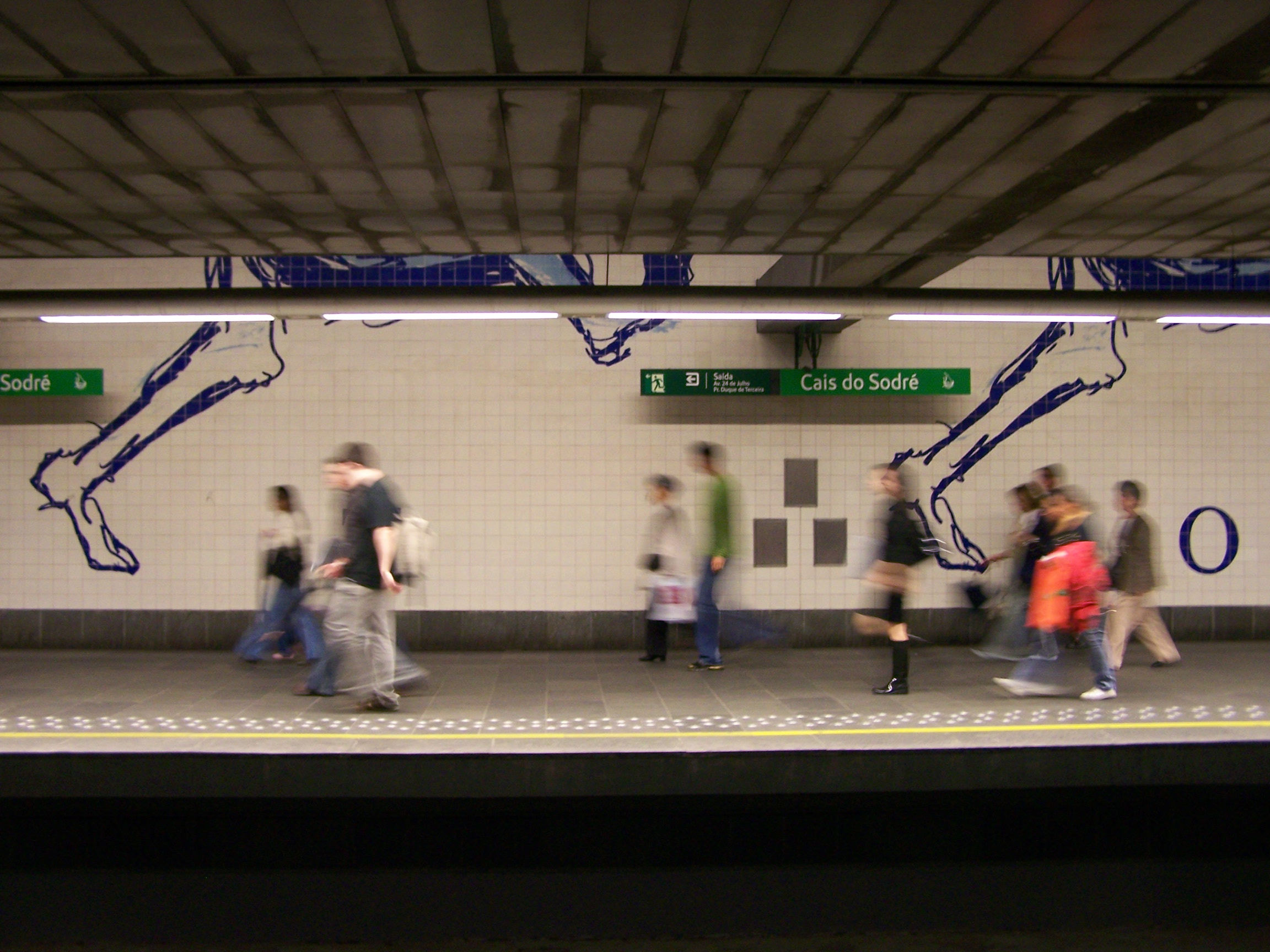
Vorbeieilende Fahrgäste im U-Bahnhof

Seit dem 18. April 1998 fahren die Züge der neuen Linha Verde (grüne Linie) bis zum Bahnhof Cais do Sodré. Seitdem hat sich der Bahnhof zu einem der wichtigsten im Lissabonner Metronetz entwickelt.

### Bus und Straßenbahn

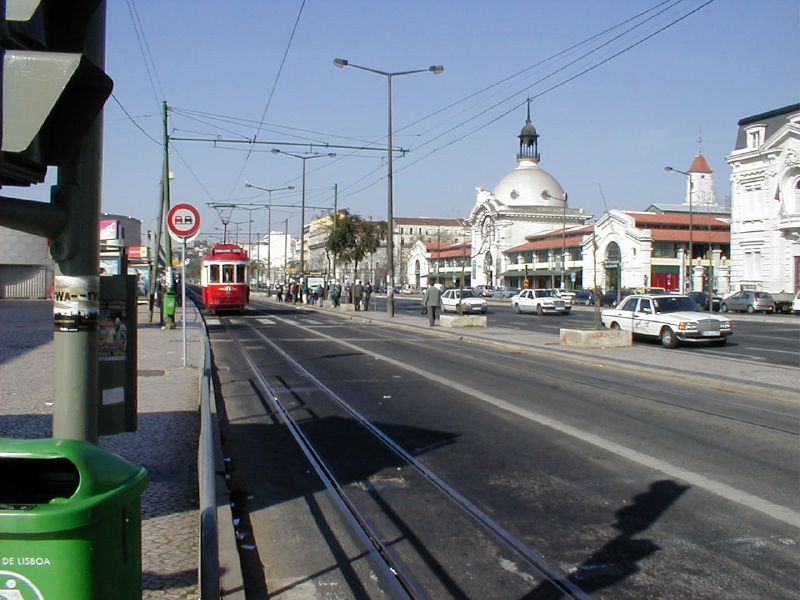
Ein Zug der Lissabonner Straßenbahn in der Nähe des Bahnhofes Cais do Sodré in der Avenida 24 de Julho

Am 31. August 1901 wurde die erste Straßenbahn in Lissabon eröffnet, sie verband den Bahnhof Cais do Sodré mit Algés. Die Strecke über Belém bis in den Vorort Algés ist bis heute noch vorhanden, sie bildet heute den wichtigsten Bestandteil der Lissaboner Straßenbahn. Eine zweite Strecke zum Bahnhof Cais do Sodré wurde am 2. November 1907 eröffnet, sie verband zunächst den Bahnhof mit Carmo, Príncipe Real, Rato, Campolide und Alto de São João. Diese Straßenbahnstrecke wurde bis 1995 betrieben, dann jedoch wegen Bauarbeiten eingestellt; sie wurde bis heute nicht wiedereröffnet. Eine Reaktivierung ist jedoch vorgesehen.
Neben der Straßenbahn halten auch zahlreiche Buslinien, unter anderem nach Belém, Algés, zum Bahnhof Santa Apolónia, zur Praça Marquês de Pombal, nach Oriente und zum Flughafen. Bus und Straßenbahn besitzen hier eine kombinierte Haltestelle.